# Sobre de manila

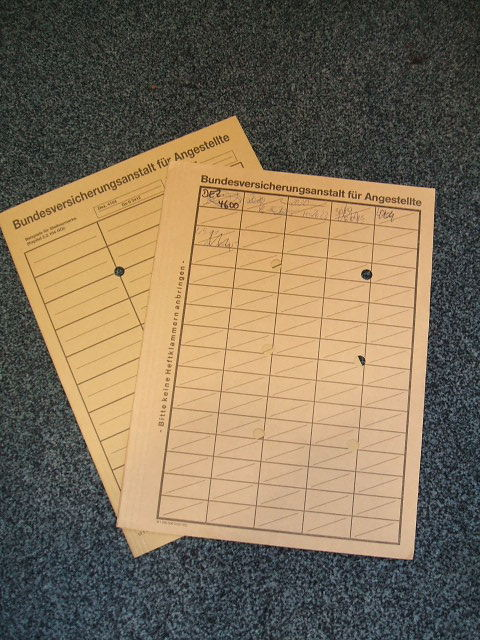
Dos sobres de manila procedentes de Alemania.

El sobre de manila es un sobre diseñado para el transporte de documentos. Está hecho de papel grueso, resistente y dimensionado de manera tal que las hojas de papel pueden caber dentro sin necesidad de ser dobladas. Es tradicionalmente de color ante, y tiene a menudo un mecanismo de cierre de solapa que permite que se abra sin dañar el sobre para que este pueda ser reutilizado. Hay dos métodos principales para lograrlo: la primera incorpora un broche de metal de dos puntas, que se ponen a través de un ojal reforzado en la solapa y luego se inclina para sostener. El otro tiene un "botón" de cartón asegurado firmemente en la solapa y un trozo de cuerda fijada en el cuerpo envolvente se enrolla alrededor de ella para formar un cierre. En un sentido más general, sobres hechos de papel marrón, crudos, utilizados para ahorrar costos, se describen como sobres de manila. En varios países es el objeto preferido para llevar documentos
El componente de manila del nombre proviene del cáñamo del verbo cañar que se aplica en el contexto histórico de los forjadores de cáñamo  o abacá, de la que se hicieron originalmente los sobres de manila.